# Deuterarcha
Deuterarcha là một chi bướm đêm thuộc họ Crambidae.

## Các loài
- Deuterarcha flavalis Hampson, 1893[4]
- Deuterarcha xanthomela Meyrick, 1884